# Jüdischer Friedhof (Oranienburg)

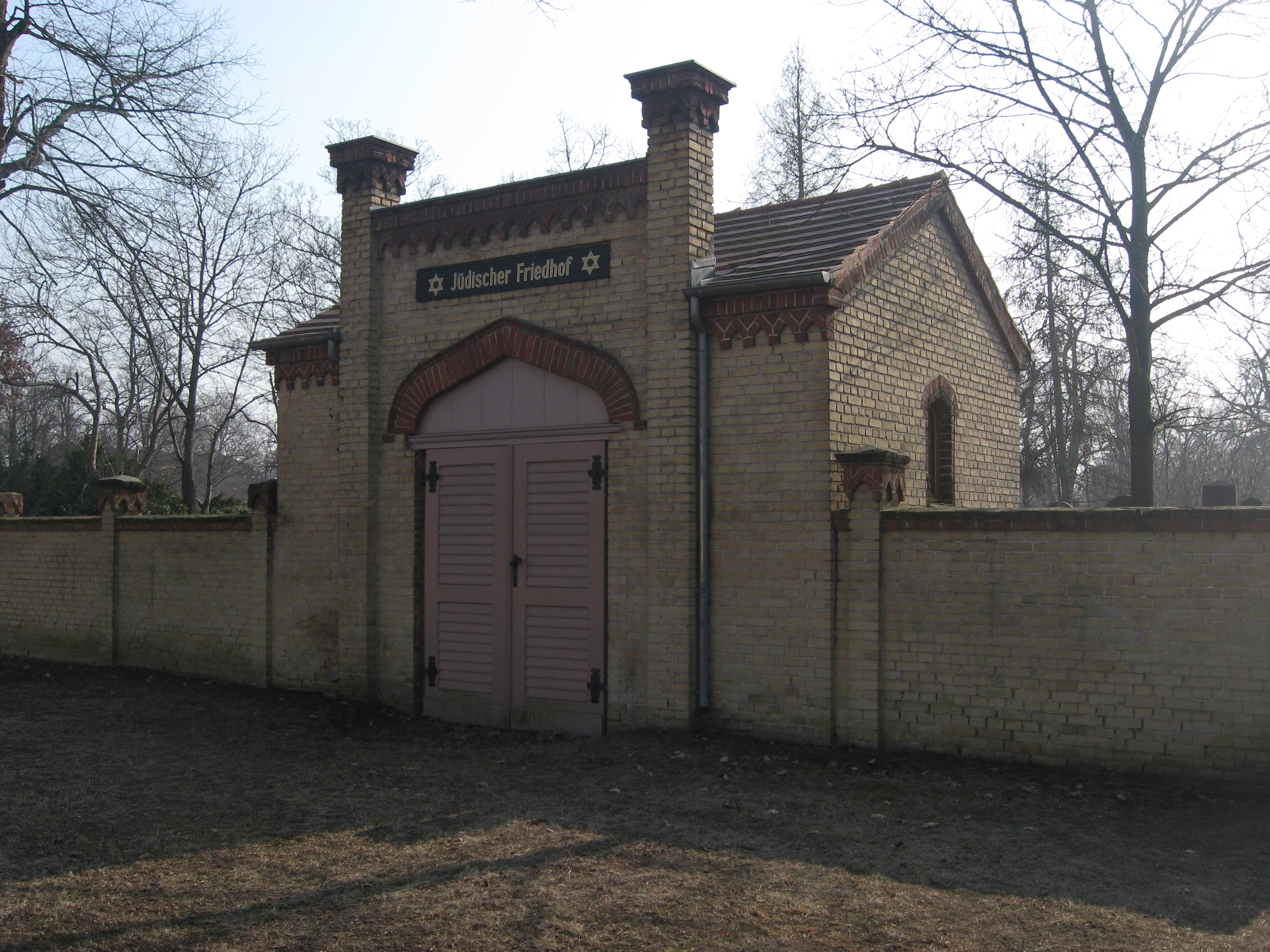
Jüdischer Friedhof in Oranienburg

Der Jüdische Friedhof in Oranienburg, der Kreisstadt des Landkreises Oberhavel im Land Brandenburg (Deutschland), wurde 1815 angelegt. Der jüdische Friedhof an der Kremmener Straße 54 ist ein geschütztes Baudenkmal.

## Geschichte
Der Friedhof der jüdischen Gemeinde Oranienburg wurde nach den Verwüstungen in der Zeit des Nationalsozialismus Ende der 1970er Jahre unter Denkmalschutz gestellt und 1988 wieder hergerichtet. Auf dem 886 Quadratmeter großen Friedhof fanden bis 1937 Bestattungen statt. Nach mehr als 60-jähriger Unterbrechung wurde inzwischen wieder eine Beisetzung durchgeführt. Heute sind noch 116 Grabsteine auf dem Friedhof erhalten, unter anderem sieben Grabstellen der Familie des Oranienburger Ehrenbürgers W. Michael Blumenthal. Die Friedhofsbauten aus dem 19. Jahrhundert sind noch erhalten. Im August 2018 gab es von der Landesregierung in Potsdam Fördermittel von über 130.000 Euro, um den Friedhof zu sanieren.